# Малая Черемшанка
Малая Черемшанка — река в России, протекает по Первомайскому району Алтайского края. Устье реки находится в 2 км от устья Большой Черемшанки по левому берегу. Длина реки составляет 54 км, площадь водосборного бассейна — 281 км².

## Данные водного реестра
По данным государственного водного реестра России относится к Верхнеобскому бассейновому округу, водохозяйственный участок реки — Обь от города Барнаул до Новосибирского гидроузла, без реки Чумыш, речной подбассейн реки — бассейны притоков (Верхней) Оби до впадения Томи. Речной бассейн реки — (Верхняя) Обь до впадения Иртыша.